# Estación Puangue
Puangue fue una estación de ferrocarriles chilena ubicada en la localidad homónima, en la comuna de Melipilla, región Metropolitana. Esta estación fue parte del Ramal Santiago-Cartagena.

## Historia
La estación fue parte del tramo original del ferrocarril que conectó a la ciudad de Santiago con Melipilla, siendo inaugurada en 1910. Durante un periodo de tiempo existió una estación intermedia entre Puangue y Esmeralda llamada Estero Puangue, ubicada en el kilómetro 71.
La estación contaba con un salón principal, dos oficinas, una boletería y una oficina para el jefe de la estación. Además cuenta con una escalera en caracol de daba hacia un segundo piso que operaba como un dormitorio.
En septiembre de 2006 la estación se encontraba en pie, pero el edificio de la estación no poseía algún tipo de resguardo de seguridad.
Esta es una de las pocas estaciones del ramal que cuenta con su edificio estación y caseta de maniobras en buen estado, debido a iniciativa de privados. La estación fue restaurada en algún periodo cercano a 2016 y actualmente opera como alojamiento. La estación además es parte de los recorridos realizados en la comuna de Melipilla como parte del Día del Patrimonio Cultural.

## En la cultura popular
- El artista chileno Eugenio Cruz Vargas pintó el cuadro «Estación Puangue».[9]